# Endromopoda annulitarsis
Endromopoda annulitarsis là một loài tò vò trong họ Ichneumonidae.